# Timierłan Husejnow
Timierłan Rustamowycz Husejnow, ukr. Тімєрлан Рустамович Гусейнов, ros. Тимерлан Рустамович Гусейнов, Timierłan Rustamowicz Gusiejnow (ur. 24 stycznia 1968 w Bujnaksku, Dagestańska ASRR) – ukraiński piłkarz, grający na pozycji napastnika, reprezentant Ukrainy, trener piłkarski.

## Kariera piłkarska

### Kariera klubowa
Mając dwa lata wyjechał z rodzicami na Ukrainę do Perwomajśkego, gdzie od klasy drugiej zaczął poznawać podstawy piłkarskie. W 1983 pojechał uczyć się do Internatu Sportowego w Woroszyłowgradzie. Jako 17-latek w 1985 zadebiutował w drużynie Zoria Ługańsk. W latach 1986–1987 odbywał służbę wojskową w klubach SKA Kijów i CSKA Moskwa. W 1989 powrócił do klubu w którym zaczynał karierę Zoria Ługańsk. Po sezonie w Metałurhu Zaporoże ponownie wrócił do Zoria-MAŁS Ługańsk. W lipcu 1993 był zaproszony do Czornomorca Odessa, z którym zdobył puchar krajowy w 1994. W 2001 przeszedł do Spartaka Sumy, w którym w wieku 32 lat zakończył profesjonalną karierę piłkarską. W latach 2002–2003 występował jeszcze w amatorskim zespole Syhnał Odessa.

### Kariera reprezentacyjna
16 października 1993 zadebiutował w reprezentacji Ukrainy w spotkaniu towarzyskim z USA wygranym 2:1. Łącznie rozegrał 14 gier reprezentacyjnych, strzelił 8 goli.

## Kariera trenerska
Po zakończeniu kariery zawodniczej w 2004 został asystentem trenera w amatorskim zespole "Sygnał Odessa". Od 2006 pracował na stanowisku asystenta trenera w klubie Dnister Owidiopol. Od 2008 pełni funkcję dyrektora sportowego Dnistra Owidiopol.

## Sukcesy
Został najlepszym strzelcem Mistrzostw Ukrainy w sezonie 1993/94 oraz 1995/96. 1 listopada 1997 strzelił 100-go gola w rozgrywkach Mistrzostw Ukrainy, Pucharu Ukrainy, Pucharów europejskich oraz oficjalnych i towarzyskich meczach narodowej reprezentacji. Był pierwszym piłkarzem, któremu udał się podobny wyczyn. Jest rekordzistą Chornomorca w ilości strzelonych bramek w Mistrzostwach i Pucharze Ukrainy. Jest rekordzistą w częstotliwości strzelonych bramek w narodowej reprezentacji - 0,57 goli/mecz.